# بارسان (كوه بنج)
بارسان (بالفارسية: پارسان) هي قرية تقع في إيران في البلدة المركزية. يقدر عدد سكانها بـ 76 نسمة بحسب إحصاء 2016.